# Алуши, Энис
Энис Алуши (алб. Enis Alushi; род. 22 декабря 1985, Титова-Митровица, САК Косово) — немецкий и косовский футболист, игравший на позиции полузащитника.

## Клубная карьера
В 2003 году Энис Алуши присоединился к немецкому клубу «Кёльн», первоначально выступая за резервную команду в Региональной лиге. 15 декабря 2006 года он дебютировал во Второй Бундеслиге, выйдя на замену в домашнем поединке против «Кайзерслаутерна». В начале 2007 года Алуши на правах аренды перешёл в «Веен», который через полгода приобрёл на него права. В июле 2008 года он заключил контракт с клубом «Падерборн 07», где играл следующие 4 года. 17 октября 2009 года Алуши забил свой первый гол во Второй Бундеслиге, открыв счёт в гостевом матче против «Ганзы».
В июле 2012 года Алуши перешёл в «Кайзерслаутерн», а в конце августа 2014 года — в «Санкт-Паули».

## Карьера в сборной
5 марта 2014 года Энис Алуши дебютировал за сборную Косова в товарищеском матче против сборной Гаити, выйдя в стартовом составе. 25 мая того же года в товарищеской встрече со сборной Сенегала Алуши был капитаном команды.

## Личная жизнь
В июне 2011 года Энис Алуши начал встречаться с немецкой футболисткой албанского происхождения Фатмире Байрамай. Пара поженилась в декабре 2013 года, Фатмире Байрамай взяла фамилию мужа, Алуши. 12 ноября 2015 года родился сын Ариан.

## Статистика выступлений

### В сборной
| Матчи и голы Эниса Алуши за сборную Косова | Матчи и голы Эниса Алуши за сборную Косова | Матчи и голы Эниса Алуши за сборную Косова         | Матчи и голы Эниса Алуши за сборную Косова | Матчи и голы Эниса Алуши за сборную Косова | Матчи и голы Эниса Алуши за сборную Косова | Матчи и голы Эниса Алуши за сборную Косова |
| №                                          | Дата                                       | Место проведения                                   | Соперник                                   | Счёт                                       | Голы                                       | Соревнование                               |
| ------------------------------------------ | ------------------------------------------ | -------------------------------------------------- | ------------------------------------------ | ------------------------------------------ | ------------------------------------------ | ------------------------------------------ |
| 1                                          | 5 марта 2014                               | Олимпийский стадион Адем Яшари, Косовска-Митровица | Гаити                                      | 0:0                                        | —                                          | Товарищеский матч                          |
| 2                                          | 21 мая 2014                                | Олимпийский стадион Адем Яшари, Косовска-Митровица | Турция                                     | 1:6                                        | —                                          | Товарищеский матч                          |
| 3                                          | 25 мая 2014                                | Стад де Женев, Женева                              | Сенегал                                    | 1:3                                        | —                                          | Товарищеский матч                          |
| 4                                          | 13 ноября 2015                             | Городской стадион, Приштина                        | Албания                                    | 2:2                                        | —                                          | Товарищеский матч                          |
| 5                                          | 3 июня 2016                                | Фольксбанк Штадион Франкфурт, Франкфурт-на-Майне   | Фареры                                     | 2:0                                        | —                                          | Товарищеский матч                          |
| 6                                          | 5 сентября 2016                            | Веритас, Турку                                     | Финляндия                                  | 1:1                                        | —                                          | Квалификация ЧМ 2018                       |
| 7                                          | 12 ноября 2016                             | Анталья Арена, Анталья                             | Турция                                     | 0:2                                        | —                                          | Квалификация ЧМ 2018                       |
| 8                                          | 11 июня 2017                               | Лоро Боричи, Шкодер                                | Турция                                     | 1:4                                        | —                                          | Квалификация ЧМ 2018                       |
| 9                                          | 2 сентября 2017                            | Максимир, Загреб                                   | Хорватия                                   | 0:1                                        | —                                          | Квалификация ЧМ 2018                       |
| 10                                         | 5 сентября 2017                            | Лоро Боричи, Шкодер                                | Финляндия                                  | 0:1                                        | —                                          | Квалификация ЧМ 2018                       |

Итого: 10 матчей / 0 голов; .